# Запорізький інструментальний завод
ЗАТ «Запорíзький інструментáльний завóд» — є одним з найбільших та широко відомих виробників мітчиків, різців, свердел, і калібрів.

## Історія
Запорізький інструментальний завод був заснований 1 вересня 1879 року як механічний і мідно-ливарний завод Мензиса для виробництва найпростіших сільськогосподарських машин.
У жовтні 1958 року завод повністю перепрофільований на виробництво спеціалізованого металообробного інструменту: різці, оснащені твердим сплавом; кінцеві і торцеві фрези; мітчики зі шліфованим профілем; обертові центру; ролики для накатки різьби. 
З 1959 року іменується «Запорізький інструментальний завод імені Вóйкова».
1978 року поставлені на виробництво фрези кінцеві для верстатів з числовим програмним управлінням; вся продукція заводу — 120 типорозмірів інструменту.
У середині 1990-х років завод відповідно до Державної програми приватизації був перетворений у відкрите акціонерне товариство і після консолідації акцій — в закрите акціонерне товариство.
12 травня 2003 року інструментальний завод перереєстрований та лишився імені Войкова.
У серпні 2014 року силами місцевих промислових підприємств — «Запоріжсталь», «Дніпроспецсталь» і «Запорізький інструментальний завод» — створено вітчизняний бронежилет, який не пробиває снайперська гвинтівка Драгунова (СГД)  і зброя з патронами підвищеної міцності. Запорізький бронежилет на 4 пластини важить близько 14 кг, вага бронежилета на 2 пластини — близько 10 кг. Клас захисту обох — «між 4 і 5 класами захисту».